# Zelená Evropa
Zelená Evropa (italsky Europa Verde, EV), celým názvem Zelená Evropa – Zelení (Europa Verde – Verdi) je italská zelená politická strana. Má několik poslanců v italském parlamentu a její volební preference se pohybují kolem dvou procent. Má také čtyři mandáty v Evropském parlamentu.
Strana vznikla původně jako koalice pro volby do Evropského parlamentu 2019, kdy byla postavena zejména na Federaci zelených a menších zelených levicových stranách. Kandidátka získala 2,3 % hlasů, nepřekročila tedy čtyřprocentní klauzuli pro zisk mandátů. Koaliční strany nicméně spolupracovaly nadále a získaly několik regionálních zastupitelů během voleb v roce 2020. V červenci 2021 se Zelená Evropa přeměnila na plnohodnotnou politickou stranu.
Do parlamentních voleb v září 2022 se Zelená Evropa spojila s Italskou levicí do koalice Aliance Zelení a Levice a získala 8 křesel v parlamentu.

## Členské strany

### Složení koalice pro eurovolby 2019
| Strana | Strana                  | Ideologie       |
| ------ | ----------------------- | --------------- |
|        | Federace zelených       | Zelená politika |
|        | Green Italia            | Zelená politika |
|        | Possibile               | Progresivismus  |
|        | Zelení (Jižní Tyrolsko) | Zelená politika |

Do politické strany Zelená Evropa se již zapojila pouze Federace zelených.

## Volební výsledky

### Poslanecká sněmovna
| Volby | Hlasy       | Hlasy       | Mandáty | Mandáty | Pozice | Postavení |
| Volby | Abs.        | %           | Abs.    | ±       | Pozice | Postavení |
| ----- | ----------- | ----------- | ------- | ------- | ------ | --------- |
| 2022  | Součást AVS | Součást AVS | 7/400   | ▲7      | ▲8.    | Opozice   |

### Senát
| Volby | Hlasy       | Hlasy       | Mandáty | Mandáty | Pozice |
| Volby | Abs.        | %           | Abs.    | ±       | Pozice |
| ----- | ----------- | ----------- | ------- | ------- | ------ |
| 2022  | Součást AVS | Součást AVS | 1/200   | ▲1      | ▲10.   |

### Evropský parlament
| Volby | Hlasy       | Hlasy       | Mandáty | Mandáty | Pozice |
| Volby | Abs.        | %           | Abs.    | ±       | Pozice |
| ----- | ----------- | ----------- | ------- | ------- | ------ |
| 2019  | 621 492     | 2.3         | 0/73    | ▬0      | ▲7.    |
| 2024  | Součást AVS | Součást AVS | 4/76    | ▲4      | ▲6.    |

### Regionální parlamenty
| Region         | Rok  | Hlasy       | %         | Mandáty | ±  |
| -------------- | ---- | ----------- | --------- | ------- | -- |
| Údolí Aosty    | 2020 | V koalici   | V koalici | 1/35    | ▲1 |
| Ligurie        | 2020 | 9 193 (10.) | 1.5       | 0/31    | –  |
| Emilia-Romagna | 2020 | 42 156 (8.) | 2.0       | 1/50    | ▲1 |
| Veneto         | 2020 | 34 647 (9.) | 1.7       | 1/51    | ▲1 |
| Marche         | 2020 | 17 268 (7.) | 2.8       | 1/31    | ▲1 |
| Umbrie         | 2019 | 5 975 (10.) | 1.4       | 0/21    | –  |
| Kalábrie       | 2021 | 3 755 (20.) | 0.5       | 0/31    | –  |